# Hermann Christian Polster
Hermann Christian Polster (* 8. April 1937 in Leipzig) ist ein deutscher Oratorien- und Opernsänger (Bass).

## Leben
Der Sohn des Konzertsängers und Gesangslehrers Fritz Polster erhielt seine erste Ausbildung durch seinen Vater. Er war Mitglied des Dresdner Kreuzchors. Eine erste musikwissenschaftliche  Ausbildung erhielt er an der Universität Leipzig durch den Musikwissenschaftler Heinrich Besseler.
Polster begann seine Solokarriere in Leipzig und wurde bald ein geschätzter Bach-Interpret. Er trat zusammen mit dem Thomanerchor auf, dessen Gesangserzieher er viele Jahre war, und absolvierte Konzertreisen durch Ost- und Westeuropa. Neben Musik aus der Barockzeit, der Klassik und der Romantik sang er auch moderne Werke. Außerdem war er ein geschätzter Liedinterpret. Seine erste Opernrolle war 1966 der Lord Syndham in Lortzings Zar und Zimmermann an der Leipziger Oper. Seitdem trat er in vielen Gastrollen auf, so als Sarastro in der Zauberflöte, als Pogner in den Meistersingern von Nürnberg oder als Gremin in Eugen Onegin. Der Schwerpunkt seiner künstlerischen Tätigkeit blieb jedoch der Oratorien-Gesang.
Polster wurde mit dem Titel Kammersänger ausgezeichnet und war Professor für Gesang an der Leipziger Hochschule für Musik „Felix Mendelssohn Bartholdy“. 1978 wurde er mit dem Kunstpreis der DDR, 1985 mit dem Händelpreis des Bezirkes Halle und 1989 mit dem Nationalpreis der DDR ausgezeichnet.
Heute widmet er sich vor allen Dingen der Ausbildung und der professionellen Profilierung des sängerischen Nachwuchses mit den Schwerpunkten Oratorium und Kunstlied. Seine pädagogischen Erfolge gründen sich auf umfassende langjährige praktische internationale sängerische und künstlerische Erfahrungen und langjährige pädagogische Tätigkeit.

## Tonträger
- Bachkantaten, Beethoven: Missa solemnis (Masur)
- Franz Schubert: Messe G-Dur für Sopran, Tenor, Bass, Chor, Streicher und Orgel : D 167 = Mass in G major for soprano, tenor, bass, choir, strings and organ CD / Berlin Classics / 1998 Schütz, Mendelssohn, Bruckner, Schostakowitsch